# Pêcheur de lunes
Pêcheur de lunes est un roman de Jean Raspail publié en 1990 aux éditions Robert Laffont.

## Résumé
Pêcheur de lunes est un récit de voyages, le journal de quarante ans de rendez-vous improbables à travers le monde. Jean Raspail s'attache à suivre les traces des derniers survivants de peuples presque disparus, de personnes oubliées. De la recherche des derniers descendants des tribus indiennes d'Amérique, en passant par la mort du dernier chef aïnou, jusqu'à la disparition du dernier pape des Cévennes, chaque quête est présentée comme un jeu de piste que l'auteur nous fait partager.

## Éditions
- Pêcheur de lunes, Éditions Robert Laffont, 1990  (ISBN 2-221-06672-3).